# Плужный снегоочиститель

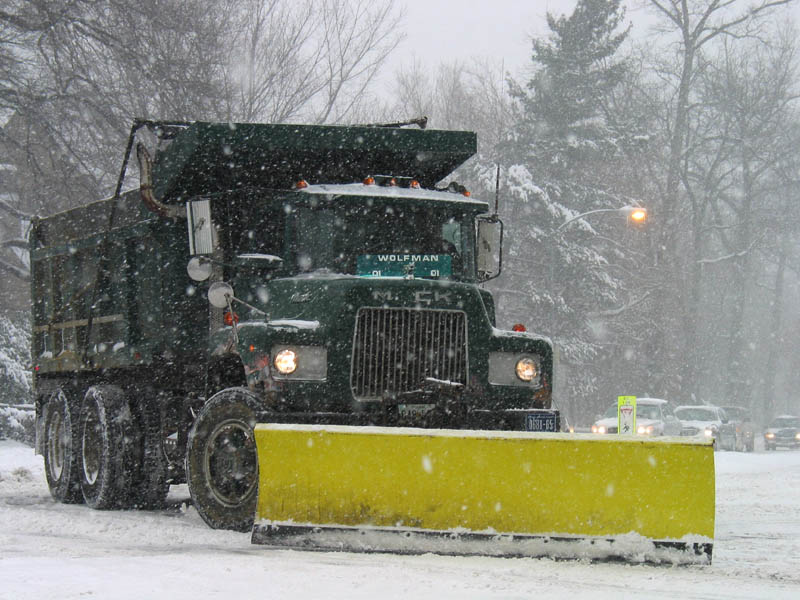
Одноотвальный снежный плуг, установленный на самосвал

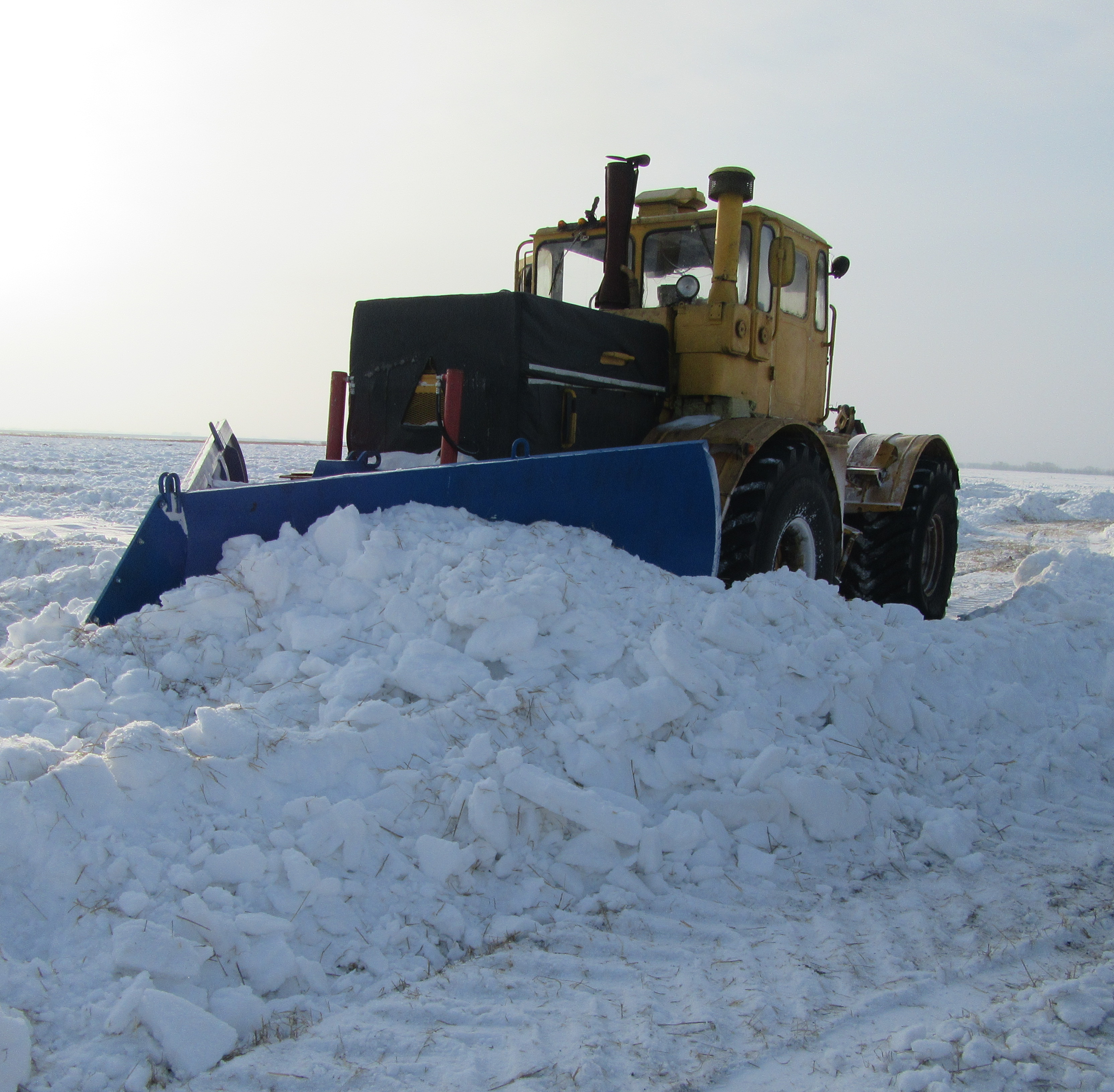
Снегоочиститель плужный двухотвальный на тракторе Кировец К-700

Плу́жный (или плугово́й) снегоочисти́тель — навесное оборудование для колёсной, гусеничной или путевой машины, предназначенное для удаления очистки от снега дороги или железнодорожного пути.
Плужный снегоочиститель — наиболее простой и дешёвый, а также наименее металлоёмкий рабочий орган для снегоочистки. Они получили значительное распространение благодаря простоте изготовления и системы навески на базовую машину. Известны плужные снегоочистители с одним отвалом (они отбрасывают снег в одну сторону от очищаемого полотна) и с двумя отвалами (могут отбрасывать снег в одну или в обе стороны). В некоторых типах к переднему отвалу добавляются одно или два боковых отвала (крыла), которые отодвигают снег за пределы полотна. Передний снегоочиститель представляет собой отвал, снабжённый в нижней части ножом. Угол установки отвала может быть фиксированным, а может меняться в зависимости от условий работы.

## Путевые машины

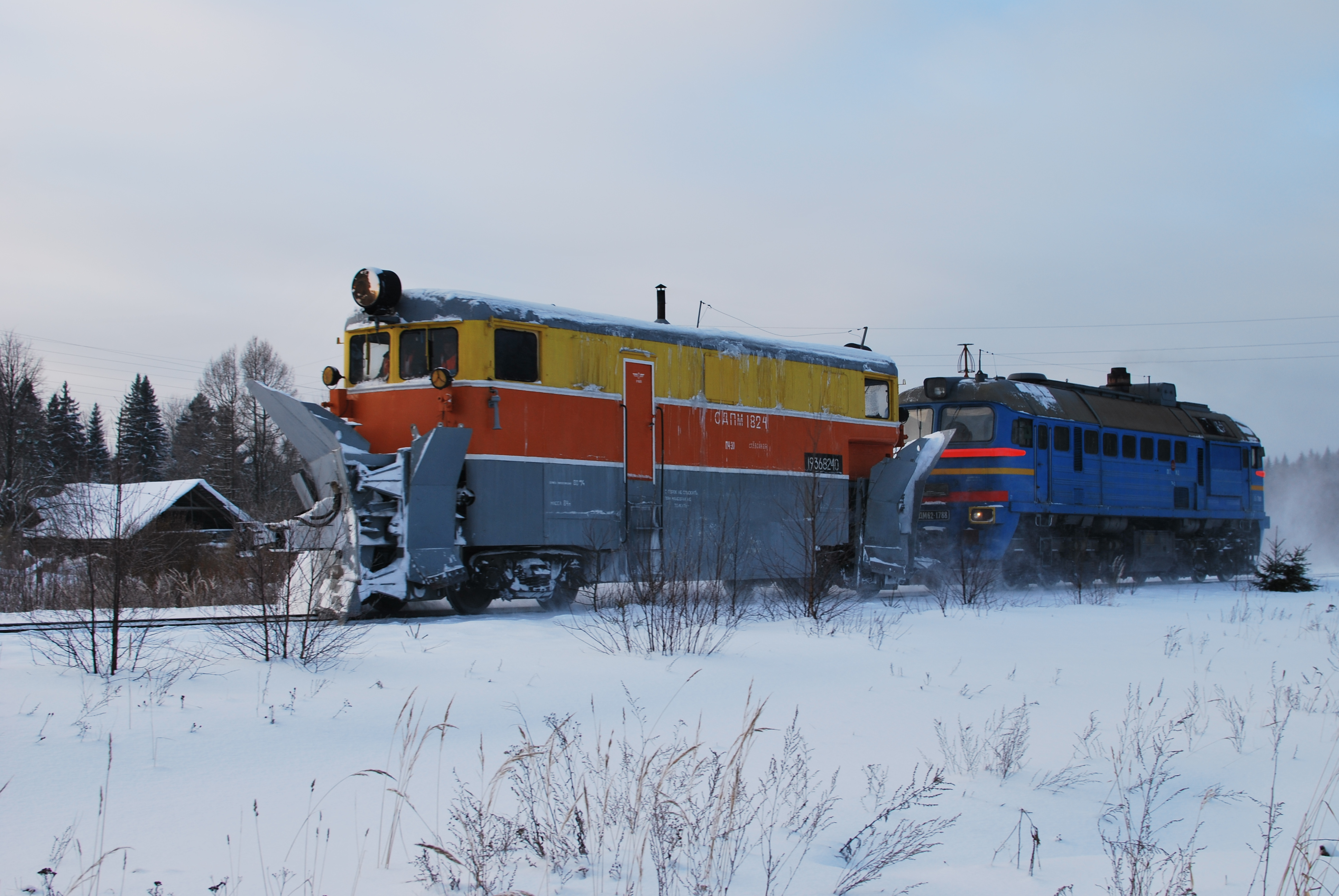
Путевая машина с плужным снегоочистителем

Плужный снегоочиститель изготавливается в виде отвала или клиновидного плуга и имеет подъёмный механизм. Он отбрасывает снег по ходу движения в одну или в обе стороны. Угол установки отвалов плуга постоянен и составляет около 50 градусов к оси железнодорожного пути. Снегоочиститель может также снабжаться боковыми крыльями. В зависимости от конструкции и от наличия крыльев рабочая скорость машины с плужным снегоочистителем может составлять от 15 до 70 км/ч. При движении очищается полоса шириной от 3 до 5 метров, толщина сметаемого снежного слоя — от 20 сантиметров до полутора метров. Снег очищается на глубину до 5 сантиметров ниже головки рельса. Для установки снегоочистителя в рабочее положение используется дополнительный привод, который может быть механическим, гидравлическим или пневматическим. Впервые в России плужный снегоочиститель для паровоза был применён в 1879 году на Уральской железной дороге.
См. также:
- снегоочиститель (путевая машина);
- узкоколейный снегоочиститель.

## Дорожные машины

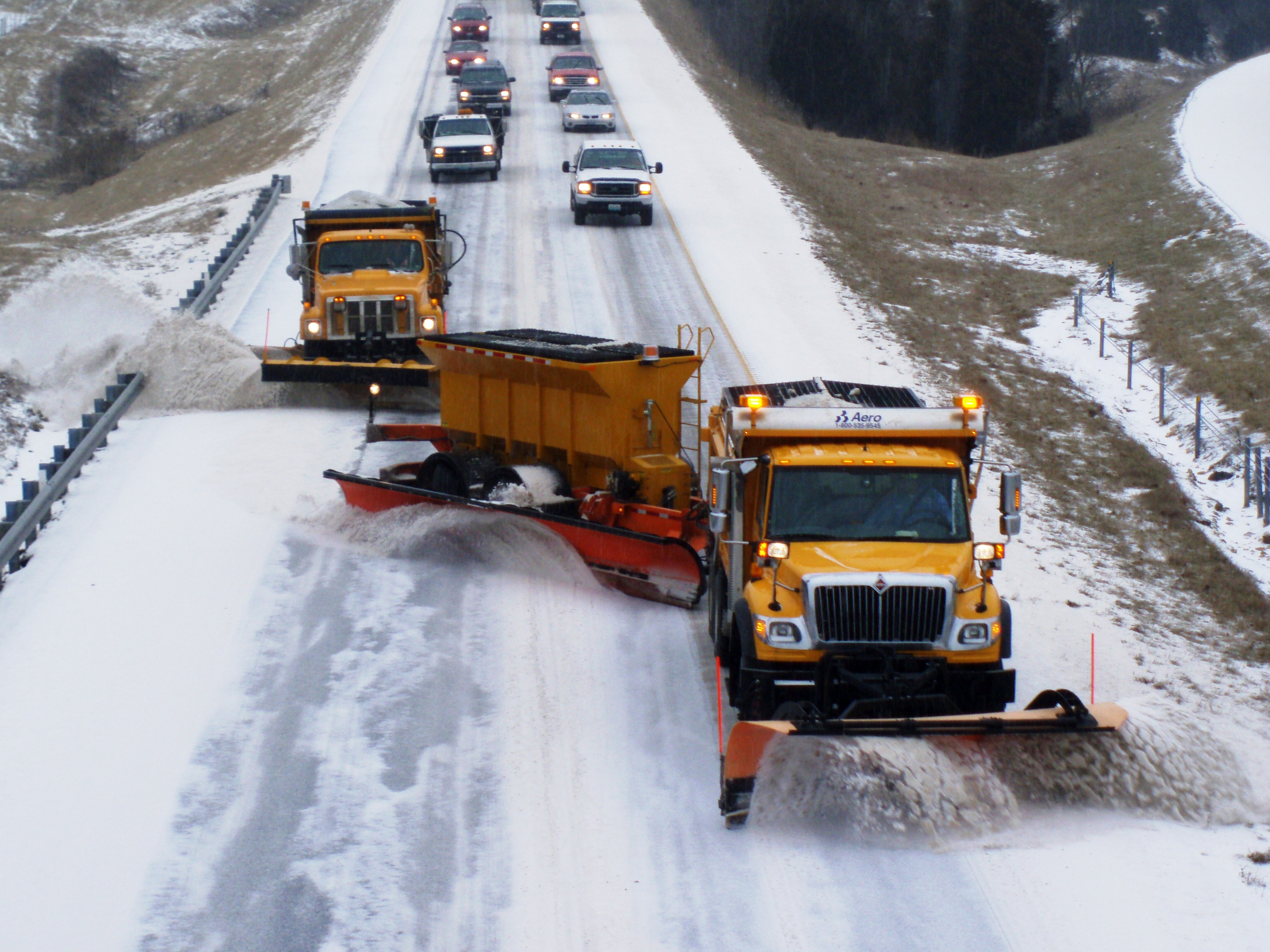
Снегоочистительные работы в штате Миссури

Плужные снегоочистители подразделяются на следующие виды:
- по типу шасси — пневмоколёсные (могут быть одно- и двухотвальными) и гусеничные (обычно двухотвальные);
- по типу базовой машины — автомобильные, тракторные и навесные (устанавливаются на тягач, автогрейдер, погрузчик или на собственное самоходное шасси);
- по тяговому усилию базовой машины (или по мощности её двигателя) — лёгкие (до 55 кВт, или 75 л. с.), средние (110 кВт, или 150 л. с.) и тяжёлые (более 110 кВт).

Различаются снегоочистители сдвигающего и отбрасывающего действия. Снегоочистители сдвигающего действия пригодны для работы на слежавшемся снеге высокой твёрдости и плотности, с их помощью могут прокладываться пути для транспортных колонн в снежных завалах большой высоты. Эти снегоочистители используются на малых скоростях, так как только тогда могут реализовываться необходимые высокие тяговые усилия. Снегоочистители отбрасывающего действия применяются на больших скоростях и используются при работе на небольших и неплотных отложениях снега (обычно на свежевыпавшем снегу). Применяются для регулярной очистки магистралей в патрульном режиме. При их использовании обязательно применяются защитные устройства, которые допускают смещение отвала по вертикали и горизонтали; это необходимо для предотвращения аварий при столкновении с непреодолимой преградой. Форма рабочей поверхности отвала у скоростных снегоочистителей подбирается так, чтобы снег отбрасывался в оптимальном направлении при наименьшем сопротивлении движению.
Базовые элементы плужного снегоочистителя включают в себя сам отвал или плуг, опорные устройства для него (лыжи или ролики, с их помощью регулируется высота установки отвала в рабочем положении), подвеску с толкающей рамой, амортизационную или предохранительную систему, подъёмный механизм для приведения устройства в рабочее или транспортное положение.
Автомобильной промышленностью производятся снегоочистители для установки на различные виды транспортных средств, в том числе на пикапы, внедорожники и квадроциклы. Для обеспечения прочности соединения монтаж производится, как правило, на раму автомобиля, а все необходимые крепежные детали поставляются в комплекте с плугом. Размер отвала зависит от типа транспортного средства.